# Nicolaas Verhoeven
Nicolaas Verhoeven (Oisterwijk, 2 giugno 1896 – Tilburg, 31 marzo 1981) è stato un missionario e vescovo cattolico olandese.

## Biografia
Abbracciò la vita religiosa tra i Missionari del Sacro Cuore di Gesù: emise i voti nel 1917 e nel 1922 fu ordinato prete.
Fu missionario nella Nuova Guinea olandese dal 1923; nel 1947 fu nominato vicario apostolico di Manado e vescovo titolare di Ermontis.
Con l'erezione della gerarchia episcopale in Indonesia, nel 1961 fu nominato vescovo di Manado: fondò la congregazione indigena dei Discepoli di Cristo.
Nel 1969 lasciò la guida della diocesi e fu trasferito alla Chiesa titolare di Strongoli, ma nel 1976 lasciò il titolo e assunse quello di vescovo emerito di Manado.
Ritiratosi in patria, si stabilì a Tilburg, dove si spense.

## Genealogia episcopale e successione apostolica
La genealogia episcopale è:
- Vescovo Johannes Wolfgang von Bodman
- Vescovo Marquard Rudolf von Rodt
- Vescovo Alessandro Sigismondo di Palatinato-Neuburg
- Vescovo Johann Jakob von Mayr
- Vescovo Giuseppe Ignazio Filippo d'Assia-Darmstadt
- Arcivescovo Clemente Venceslao di Sassonia
- Arcivescovo Massimiliano d'Asburgo-Lorena
- Vescovo Kaspar Max Droste zu Vischering
- Vescovo Cornelius Ludovicus van Wijckerslooth van Schalkwijk
- Arcivescovo Joannes Zwijsen
- Vescovo Franciscus Jacobus van Vree
- Arcivescovo Andreas Ignatius Schaepman
- Arcivescovo Pieter Mathijs Snickers
- Vescovo Gaspard Josephus Martinus Bottemanne
- Arcivescovo Hendrik van de Wetering
- Vescovo Pieter Adriaan Willem Hopmans
- Cardinale Johannes de Jong
- Arcivescovo Willem Pieter Adriaan Maria Mutsaerts
- Vescovo Nicolaas Verhoeven, M.S.C.

La successione apostolica è:
- Arcivescovo Herman Tillemans, M.S.C.